# Камнелитейное производство
Ка́менное литьё (или петрургия; от др.-греч. pétros — камень и др.-греч. érgon — работа) — производство материалов и изделий путём литья из расплавов горных пород (таких, как базальт и диабаз) методом литья на промышленных предприятиях
Горные породы для камнелитейного производства — расплавы обладающие лучшими литейными и кристаллизационными свойствами, среди них преобладают магматические породы основного состава (диабазы, габбро-диабазы, базальты, андезитобазальты) и близкие к ним по валовому химическому составу метаморфические (амфиболиты, сланцы и др.) и осадочные (глины, пески и др.) образования.
Иногда в качестве сырья для литья и прессовки используются некоторые виды шлака, золы из промышленных отходов.

## История

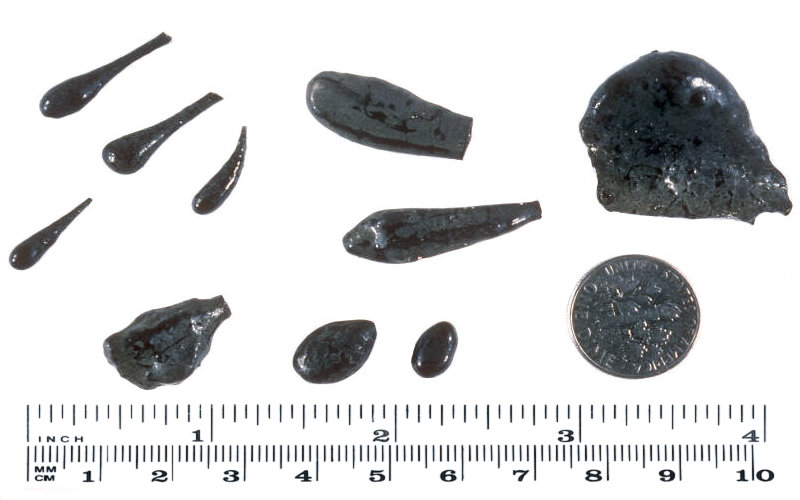
Природные вулканические капли базальта

Каменное литьё в природе может осуществляться путём формовки расплавленной вулканической лавы.
Одно из первых производств по каменному литью было организовано во Франции.
В 1902 году в России лабораторные работы по подготовке промышленной технологии начал Ф. Ю. Левинсон-Лессинг.
Работами по искусственным каменным системам (металлургические и топливные шлаки, динас, шамот и другие огнеупоры, цементные клинкеры, керамика, абразивы, камни в стекле, неметаллические включения в стали и другие) в 1940-е годы руководил академик Д. С. Белянкин. Опыты по кристаллизации базальтовых стёкол для камнелитейщиков проводила Лаборатория Отдела экспериментальной петрографии ИГН АН СССР под руководством А. И. Цветкова.
Камнелитейное производство — часть технической петрографии.

## Получение и физико-химические свойства
Изделия из каменного литья используются в промышленности (в частности добывающей и металлургической, угольной и др.).
Каменное литьё получают в электродуговых или газовых печах. Процесс плавки каменного литья аналогичен плавке металла, температура плавления близкая. Для получения плотной структуры, камнелитые изделия проходят отжиг при плавном снижении температуры от 800 до 200 °С. Поэтому производство каменного литья является более энергоёмким процессом чем, например, производство стали.
Есть два основных типа каменного литья — износостойкое и термостойкое, У термостойкого литья чуть ниже физико-механические свойства, но оно может работать при температурах до 800 °С (износостойкое — при температурах до 400 °С).
Физико-механические свойства каменного литья:
| Показатель                                           | Износостойкое каменное литье | Термостойкое каменное литье | Серый чугун | Огнеупорный бетон |
| ---------------------------------------------------- | ---------------------------- | --------------------------- | ----------- | ----------------- |
| Объёмная масса, кг/м³                                | 2900—3000                    | 2800—2900                   | 7200        | 1990              |
| Водопоглощение, %                                    | 0,13                         | 0,70                        | —           | 10,1              |
| Предел прочности при сжатии, МПа                     | 250—500                      | 100—260                     | 500         | 44,4              |
| Предел прочности при изгибе, МПа                     | 30—50                        | 10—30                       | 280         | 3,6               |
| Ударная вязкость, кДж/м²                             | 1,25                         | 1,06                        | 3           | 1,2               |
| Модуль упругости, ГПа                                | 100,6                        | 43,7                        | 120,0       | 18,0              |
| Теплопроводность, Вт/(м⋅°C) при 200 °С               | 1,52                         | 1,07                        | 51          | 0,83              |
| Удельная теплоёмкость, кДж/(кг⋅°C) при 200 °С        | 0,77                         | 0,67                        | 0,46        | 0,79              |
| Температурный коэффициент линейного расширения, 1/°С | 83,0                         | 60,0                        | 132         | 21                |
| Коэффициент истираемости, кг/м²                      | 1,0                          | 1,4                         | —           | —                 |

Стойкость каменного литья в кислотах и щелочах:
| Наименование кислоты | Износостойкое каменное литье | Термостойкое каменное литье |
| -------------------- | ---------------------------- | --------------------------- |
| H2SO4 (конц.)        | 97                           | 92                          |
| HCl (конц.)          | 90                           | 80                          |
| HCl (раствор 20 %)   | 94                           | не иссл.                    |
| CH3COOH (конц.)      | 97                           | не иссл.                    |
| HNO3 (раствор 56 %)  | 95                           | не иссл.                    |
| H3PO4 (раствор 85 %) | 95                           | не иссл.                    |
| HF (раствор 45 %)    | 40                           | не иссл.                    |
| NaOH (раствор 20 %)  | 95                           | не иссл.                    |
| NaOH (раствор 20 %)  | 87                           | не иссл.                    |
| KON (раствор 20 %)   | 98                           | не иссл.                    |
| KON (раствор 40 %)   | 95                           | не иссл.                    |
| KON (раствор 50 %)   | 85                           | не иссл.                    |

## Применение и эксплуатационные свойства
- Высокая стойкость к абразивному износу: поскольку каменное литьё имеет 7—8-ю группу твёрдости по шкале Мооса (фактически уступает по этому показателю только алмазу и корунду), то его износостойкость значительно превышает все стали, включая марганцовистую, чугуны (в том числе износостойкие хромистые), резины, пластмассы и др.
- Высокая химическая стойкость к большинству промышленно применяемых кислот и щелочей, за исключением плавиковой кислоты.
- Механические свойства ниже, чем у стали и чугуна, однако достаточны для того, чтобы каменное литьё работало в качестве несущего материала и качественно выполняло свои защитные функции.
- Низкая теплопроводность и низкий коэффициент линейного расширения. Придаёт определённые теплоизоляционные свойства.
- Плотность каменного литья 2,8—2,9 г/см³, то есть в 2,7 раза меньше, чем у стали, то есть чтобы зафутеровать одну и ту же площадь, каменного литья нужно в 2,7 меньше по весу, чем, например, стали. То есть в дополнение к техническим свойствам каменного литья добавляется экономическая целесообразность его применения.
- Есть также ряд специальных свойств: это низкое водонасыщение, электроизоляционные свойства, а также то, что каменное литьё не подвержено старению (то есть его свойства со временем не изменяются) и не образует радиоактивной пыли при взаимодействии с радиоактивными веществами

Термостойкое литьё по своим характеристикам может выдерживать до 800 °С не менее 40 циклов «нагрев — охлаждение» (по производственным данным — в 3—4 раза больше). Это выгодно отличает термостойкое каменное литьё от большинства огнеупорных материалов.
Обладая вышеперечисленными свойствами, каменное литьё нашло широкое применение в промышленности, из него изготавливаются трубы и отводы для изготовления и футеровки пульпо-, шламо-, золопроводов диаметром до 1220 мм. Срок службы таких трубопроводов, зафутерованных изнутри каменным литьём, увеличивается в 5—7 раз. В таблице приведены сравнительные данные стойкости между металлическими трубами и трубами, футерованными каменным литьём. Стыки между патрубками замазываются специальной замазкой, наполнителем которой является кислотоупорный порошок — размол каменного литья.
| Вид производства, характеристика породы | Срок службы металлической трубы, лет | Срок службы футерованной трубы, лет |
| --------------------------------------- | ------------------------------------ | ----------------------------------- |
| Железные руды и их шламы                | 1—2,5                                | не менее 10                         |
| Кварцевые пески                         | до 2                                 | не менее 7                          |
| Медно-цинковые соединения               | до 2                                 | не менее 8                          |
| Золы ТЭЦ                                | 1—2                                  | 20—25                               |

Кроме того, из каменного литья изготавливаются:
- Трубы и отводы для пневмопроводов подачи сыпучих материалов. В местах, где идёт пневмоподача сыпучих материалов (которые обычно очень абразивные и подаются на больших скоростях), каменное литьё надёжно защищает основную трубу (или отвод) от износа, соответственно трубопровод надёжно работает без свищей и аварий. Такие трубы используют не только заводы по производству цемента, нерудных материалов, стекольные заводы, предприятия стройиндустрии, но и добывающие и металлургические комбинаты.
- Камнелитые желоба используются для гидросмыва золы, окалины, шлаков, в основном внутри помещений. Их используют угольные ТЭЦ, металлургические комбинаты, обогатительные фабрики.
- Плитка из каменного литья. В основном применяется для футеровки бункеров, течек, газоходов, очистителей, каналов, также используется для выкладки желобов, полов, футеровки различного оборудования. Укладывается на специальный раствор или специальный клей, щели промазываются кислотоупорной замазкой.
- Эффективно применение камнелитых мультициклонов в системах газоочистки агломерационных фабрик.
- Термостойкое каменное литьё используется в основном для футеровки рамп коксохимического производства. Оно создаётся из специального расплава на основе доломита. Выдерживает более 50 термоциклов. Базальтовое литьё выдерживает 25 термоциклов.